# Гудриниеце, Эмилия
Эмилия Гудриниеце (в советский период Эмилия Юлиановна Гудриниеце; латыш. Emīlija Gudriniece; 3 августа 1920, Резекненский уезд, Латвия — 4 октября 2004, Рига, Латвия) — советский и латвийский химик-органик и мотогонщица.
Родилась 3 августа 1920 году в деревне Кромани Каунатской волости Резекненского уезда в крестьянской семье.
В 1948 году окончила Латвийский государственный университет. С 1948 по 1958 год продолжала работать на Факультете материаловедения и прикладной химии Латвийского государственного университета (лаборант, аспирант, ассистент, доцент и декан).
С 1958 года работала в Рижском политехническом институте: декан химического факультета (1958—1959); проректор по науке (1959—1961); профессор (1961); основатель и руководитель отдела органического синтеза и биотехнологии (1963—1989). В 1960 году защитила докторскую работу на тему «Нитрование, сульфирование и азосочетание β-дикетонов»
В 1978 году избрана академиком АН Латвийской ССР. В 1996 году присвоен статус эмиритированного учёного. Скончалась 4 октября 2004 в Риге, похоронена на Лесном кладбище.
С 1999 года вручается премия имени Эмилии Гудриниеце — за регулярную и успешную подготовку абитуриентов химических факультетов.
В 2020 году, к 100-летию Эмилии Гудриниеце, Почта Латвии выпустила новую марку тиражом 50 000 экземпляров и специальный конверт тиражом 1000 экземпляров (автор Озола-Яунарая).

## Научная деятельность
Основные научные исследования посвящены органическому синтезу. Изучала хлорметилирование, нитрирование, сульфирование ароматических соединений, химию тиазола, пиридазонов, тиофенов, кислот циклобутанового ряда. Разработала новые антиоксиданты, аналитические реагенты, лекарственные препараты и пептидные субстраты. Синтезировала амиды и азириды пинановой, пиононовой и пионовой кислот. Разработала методы получения ненасыщенных галоген-гамма-лактонов, проявляющих фунгицидные свойства.
Исследовала реакционную способность 1,3-дикетонов и свойства гетероциклов, полученных на их основе.
В 1968 году, в Рижском политехническом институте, под руководством Эмилии был разработан каталитический метод получения d, l-цис-2,2-диметил-3-(а-аминоэтил) циклобутилуксусной кислоты и её сложных эфиров, проявляющих антивирусную активность.

## Мотоспорт
Эмилия Гудриниеце в 1949 году вступила в спортивное объединение «Спартак». Выступала на мотоциклах Иж-350. В 1949 и 1953 годах становилась чемпионкой Латвийской ССР среди женщин в классе мотоциклов с рабочим объёмом двигателя 350 см³. В 1952 году Эмилия Гудриниеце установила два новых рекорда среди женщин в этом классе. В советском мотоспорте Эмилия Гудриниеце стала первой из женщин, которая проехала на относительно тяжёлом мотоцикле в классе 350 см³ — позже был введён временный запрет на участие женщин в этом классе мотоциклов. Мотоцикл Эмилии Иж-350 выставлен в Рижском мотормузее.

## Признание
- Орден Ленина
- Орден Трудового Красного Знамени (1961).
- Орден "Дружбы народов"
- Орден "Знак почёта"
- Государственная премия ЛССР (1957). За синтез и внедрение фурациллина, совместное производство с Соломоном Гиллером.
- Звание заслуженного деятеля науки и техники Латвийской ССР (1970).
- Премия Латвийской АН имени Густава Ванага (1972).
- Медаль РТУ имени Пауля Вальдена (2000) за выдающиеся достижения в области органической химии.
- Награда Латвийской АН и АО Гриндекс за пожизненный вклад в подготовку молодых химиков и гетероциклические соединения по химии (2003).

## Избранные труды
Автор учебного пособия «Методы синтеза органических соединений» (1976), более 870 научных работ и 38 авторских свидетельств.
- Gudriniece, E.; Strakov, A.; Strakova, I. (1988). Syntheses of heterocyclic compounds on basis 1,3-cyclohexanediones. Химия Гетероциклических Соединений (6): 723–738.
- Gudriniece, E.; Belyakov, S.; Jure, M. (1991). Structure of 3-aminocarbonyl-2-(N-benzylamino)-6-phenyl-4-trifluoromethylpyridine. Acta Crystallogr. 47: 344–345.
- Gudriniece, E.; Palitis, E.; Barkane, V. (1992). Heterocyclic compounds on diketone basis. XXXII. Synthesis of thieno[2,3-d]pyrimidones on basis of 2-amino-3-cyanothiophenes. Latvian Journal of Chemistry: 356–360.
- Gudriniece, E.; Dambeniece, I.; Karklina, A.; et al. (1993). Reactions of 4-ureido-2-buten-4-olides with amines. Latvian Journal of Chemistry: 338–343.
- Gudriniece, E.; Dambeniece, I.; Karklina, A.; et al. (1993). Reactions of 4-ureido-2-buten-4-olides with amines. Latvian Journal of Chemistry: 338–343.
- Gudriniece, E.; Serzane, R.; Strele, M. (2000). Investigations of Oils and Fats. Material Science and Applied Chemistry (1): 92.
- Gudriniece, E.; Starmkale, V.; Serzane, R.; et al. (2001). Investigations of oils from plants growing in Latvia. Scientific Conference 'Organic Chemistry': 50.
- Suloyeva, E.; Jure, E.; Gudriniece, S., et, al (2001). Synthesis of 2,3-dihydro-7-trifluoromethyl-5-phenylimidazo[1,2-a]pyridines. Химия Гетероциклических Соединений (3): 358.{{cite journal}}:  Википедия:Обслуживание CS1 (множественные имена: authors list) (ссылка)
- Suloyeva, E.; Jure, E.; Gudriniece, E., et, al (2002). Properties of 8-cyano-2,3-dihydro-5-phenyl-7- trifluoromethylimidazo[1,2-a]pyridines. Химия Гетероциклических Соединений (68): 811–822.{{cite journal}}:  Википедия:Обслуживание CS1 (множественные имена: authors list) (ссылка)
- Ravina, I.; Zicane, D.; Gudriniece, E., et, al (2002). Exotic amino acids. 6. Synthesis of substituted 4-oxo-4H-pyrido[1,2-a]pyrimidines. Химия Гетероциклических Соединений (7): 945.{{cite journal}}:  Википедия:Обслуживание CS1 (множественные имена: authors list) (ссылка)